# Figueiras e Covas
Figueiras e Covas (oficialmente: União das Freguesias de Figueiras e covas) é uma freguesia portuguesa do município de Lousada, com 4,34 km² de área e 2145 habitantes (censo de 2021). A sua densidade populacional é 494,2 hab./km².

## História
Foi criada aquando da reorganização administrativa de 2012/2013,  resultando da agregação das antigas freguesias de Figueiras e Covas.

## Demografia
A população registada nos censos foi:
| Distribuição da População por Grupos Etários | Distribuição da População por Grupos Etários | Distribuição da População por Grupos Etários | Distribuição da População por Grupos Etários | Distribuição da População por Grupos Etários | Distribuição da População por Grupos Etários |
| -------------------------------------------- | -------------------------------------------- | -------------------------------------------- | -------------------------------------------- | -------------------------------------------- | -------------------------------------------- |
| Antes da agregação                           |                                              |                                              |                                              |                                              |                                              |
| Ano                                          | 0-14 anos                                    | 15-24 anos                                   | 25-64 anos                                   | >= 65 anos                                   | Total                                        |
| 2001                                         | 489                                          | 324                                          | 1036                                         | 156                                          | 2005                                         |
| 2011                                         | 421                                          | 304                                          | 1179                                         | 204                                          | 2108                                         |
| Após a agregação                             |                                              |                                              |                                              |                                              |                                              |
| Ano                                          | 0-14 anos                                    | 15-24 anos                                   | 25-64 anos                                   | >= 65 anos                                   | Total                                        |
| 2021                                         | 292                                          | 304                                          | 1263                                         | 286                                          | 2145                                         |